# 埃爾姆里弗鎮區 (伊利諾伊州韋恩縣)
埃爾姆里弗鎮區（英語：Elm River Township）是位於美國伊利諾伊州韋恩縣的一個行政鎮區。

## 地方資料
根據2010年美國人口普查的數據，埃爾姆里弗鎮區的面積為93.50平方千米，當中陸地面積為93.30平方千米，而水域面積為0.20平方千米。當地共有人口274人，而人口密度為每平方千米2.93人。